# Ammò
Ammò è un singolo del cantautore e rapper italiano Achille Lauro, pubblicato l'8 giugno 2018 come quinto estratto dell'album Pour l'amour, sotto le etichette di No Face Music e Sony Music. Il singolo è entrato in rotazione radiofonica dall'8 giugno 2018,ed è il quarto della samba-trap, preceduto da Thoiry Remix.

## Video Musicale
Il video musicale del brano è uscito il 12 giugno sul canale YouTube di Achille Lauro, diretto da Andrea Labate. Seguendo le orme del video di Thoiry Remix, è stato organizzato un raduno a Piazza del Plebiscito, Napoli, da Lauro e Doms. I 4 artisti (Lauro, Doms, Clementino e Hunt) si sono presentati vestiti come se dovessero andare ad un matrimonio gipsy, e hanno trovato al loro arrivo migliaia di fan ad aspettarli.

## Tracce
1. Ammò (feat. Clementino & Rocco Hunt) – 3:25